# Crn Kamen

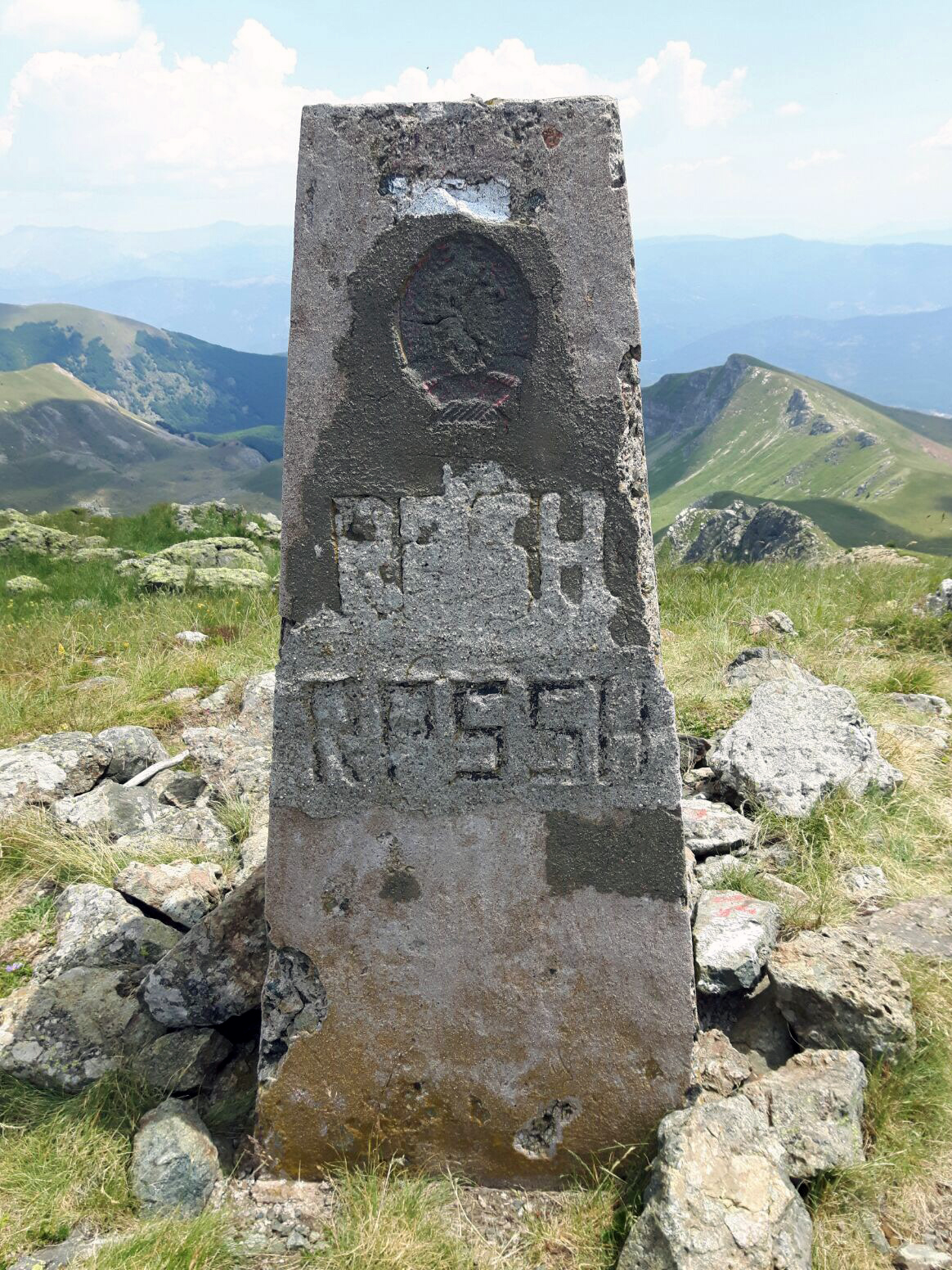

Crn Kamen (albanska: Guri i Zi, makedonska: Црн Камен, Crn Kamen) är ett 2 257 meter högt berg och den högsta punkten i Jablanica. Det ligger på gränsen mellan Albanien och Nordmakedonien.